# Бродяга Кэнсин: Великий киотский пожар
 «Бродяга Кэнсин» («Rurôni Kenshin: Kyôto taika-hen») — художественный фильм, продолжение фильма Бродяга Кэнсин.

## Сюжет
Продолжение истории о похождениях Кэнсина Химуры, некогда легендарного убийцы, вступившего на путь искупления. На этот раз Кэнсин вступает в противостояние с самим Сисио Макото, злодеем, вознамерившимся свергнуть правительство Мэйдзи и подчинить себе всю Японию. Судьба страны висит на волоске, и скиталец-самурай Химура вновь берёт в руки меч, к которому он поклялся никогда не прикасаться снова.

## В ролях
- Такэру Сато — Химура Кэнсин, бывший хитокири, а ныне бродяга, давший обет никого не убивать.
- Эми Такэи — Камия Каору, владелец школы кэндо, доставшейся ей от её отца.
- Мунэтака Аоки — Сагара Саноске, уличный Боец, друг Кэнсина.
- Ю Аой — Такани Мэгуми, врач, которую заставили производить опиум.
- Тацуя Фудзивара — Сисио Макото, бывший хитокири, глава Дзюппонгатана, задумавший государственный переворот.
- Такэто Танака — Мёдзин Яхико, единственный ученик Каору в додзё.
- Ёсукэ Эгути — Сайто Хадзимэ, бывший капитан 3 отделения Синсэнгуми, полицейский.
- Эйдзи Окуда — Ямагата Аритомо, высокопоставленный член правительства Мэйдзи, начальник Сайто.
- Мэридзюн Такахаси — Комагата Юми, бывшая гейша, любовница Сисио.
- Рёсуке Миура — Савагэдзё Тё.
- Юсукэ Исэя — Синомори Аоси.
- Тао Цутия — Макимати Мисао.
- Мин Танака — Касивадзаки Нэндзи (Окина).
- Масахару Фукуяма — Сейджуро Хико.